# 中國國民黨 (汪精衛政權)
汪精衛另立的中國國民黨，正式名稱依然為「中國國民黨」，又稱汪精卫国民党、汪伪国民党、南京國民黨，以便和重慶由蔣中正領導的中國國民黨區分。是汪精衛國民政府的執政黨，亦是大政翼贊會的衛星黨，最高機關是中央政治委員會。

## 成立過程
1939年8月28日至30日，汪精衛在上海極司菲爾路76號秘密召開中國國民黨第六次全國代表大會。汪精衛擔任大會臨時主席，作了有關時局的政治報告。大會通過《整理黨務決議案》及兩件臨時動議，決定遷都重慶的中國國民黨所有一切決議及命令完全無效，並推選汪精衛為中央執行委員會主席。大會根據“和平反共建國”宗旨，通過了《修訂中國國民黨政綱案》、《決定以反共的基本國策案》、《根本調整中、日關係並盡速恢復邦交案》、《關於授權中央政治委員會案》、《關於盡速召集國民大會實施憲政案》等提案，並發表《中國國民黨第六次全國代表大會宣言》。

### 領導
成立之初，汪精衛自立國民黨中央执行委员会常务委员会主席，同時設置國民黨各級黨部，恢復戰前一切體制。
|      |                                        |      |        |                       |                |                                                                          |
| 任次 | 職務                                   | 肖像 | 姓名   | 任職期間              | 任職期間       | 備註                                                                     |
| 任次 | 職務                                   | 肖像 | 姓名   | 就任時間              | 卸任時間       | 備註                                                                     |
| 1    | 中國國民黨中央執行委員會常務委員會主席 |      | 汪兆銘 | 1939年9月29日（56歲） | 1944年11月10日 | 第六次全國代表大會召開，選舉汪精衛擔任「中央執行委員會主席」。任內病逝。 |

### 中央政治委員會
根據《中央政治委員會組織條例》，「中央政治委員會為全國政治之最高指導機關」。與原先中國國民黨中央政治委員會相比，汪精衛政權的中政會並非黨內組織，其委員由中政會主席在國民黨中央執行委員及中央監察委員、其他合法政黨幹部人員以及社會上有聲望的人士中指定。不過其仍舊與國民黨中央之間關係密切，例如組織條例就規定中政會主席由中國國民黨中央執行委員會主席兼任。

#### 特務委員會
中執會下設特務委員會特工總部，為第二次世界大戰時期汪精衛政權奉日軍令設置於上海市的特工總部，因其所在地为上海市沪西越界筑路地段的極司非爾路76號（今萬航渡路），又被称为76號。鄰近上海日本憲兵隊。在76号內裡常刑囚拷打重慶分子、抗日人士。今址在萬航渡路435號。

## 黨象徵物
汪精衛國民黨沿襲原國民黨的所有政黨象徵物，黨徽、黨旗和黨歌分別維持沿用青天白日徽、青天白日旗與《三民主義歌》。

## 活動與終結
汪精衛國民黨實行一黨專政，統治汪政權直轄地區，名義上亦參與管治華北政務委員會、蒙疆聯合自治政府轄區。
1944年11月10日，汪精衛於名古屋帝國大學醫院去世。11月12日，南京「中央政治委員會」召開緊急會議，決定陳公博為行政院院長、代理國民政府主席，兼任軍事委員會委員長，并於11月20日正式就職。陳公博就職時稱，將堅持奉行汪精衛手訂之政策，無論戰爭如何推移、時局如何迫切，都不会動搖。周佛海繼陳公博之後，於1945年1月就任上海市市長。
1945年8月15日，日本投降。8月16日下午4時，陳公博、周佛海在南京召開中央政治委員會臨時會議，宣布取消國民政府及其所有機構，成立南京臨時政務委員會和治安委員會。汪精衛國民黨最終解散。

## 註释
1. ↑  傳統上的英文名稱為威妥瑪拼音。